# Monasterio de Santa María de Celas

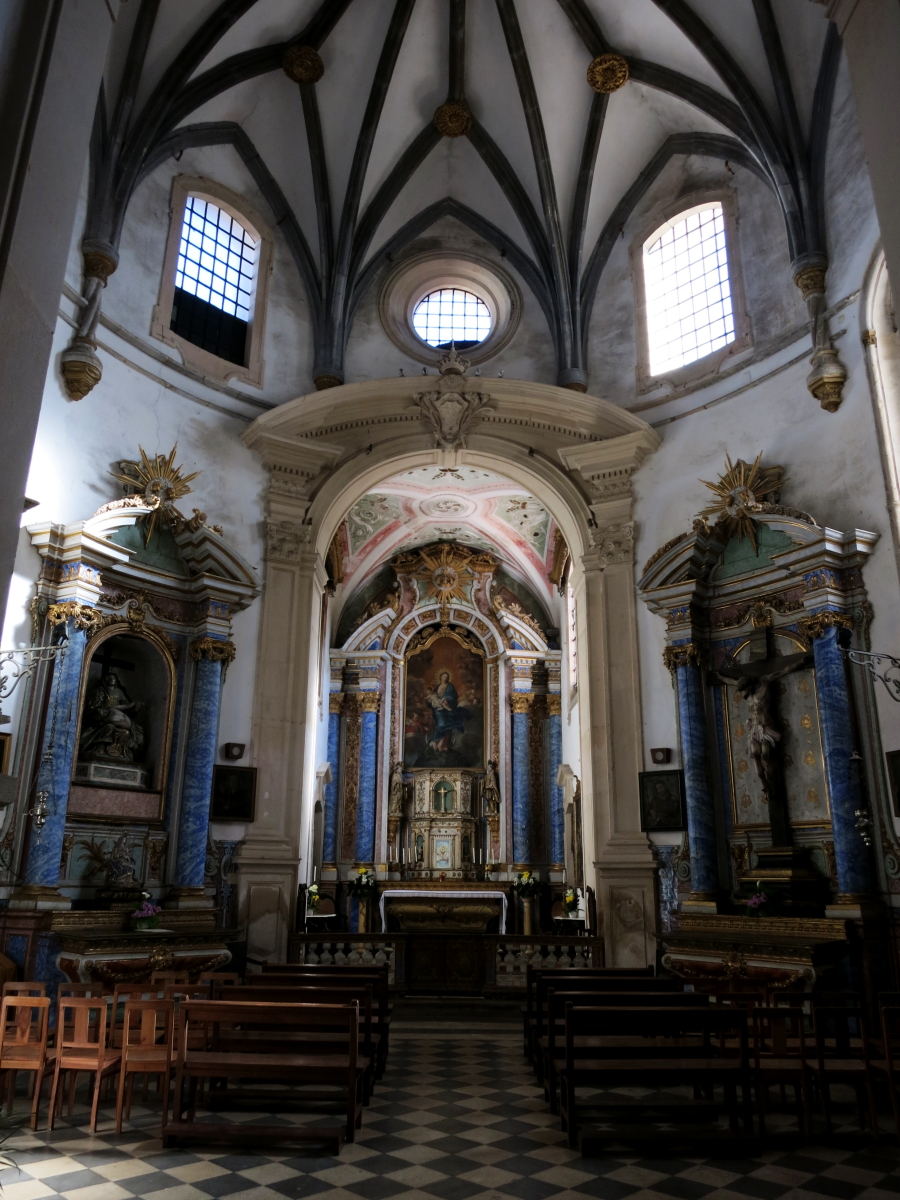
La Iglesia del Monasterio de Celas

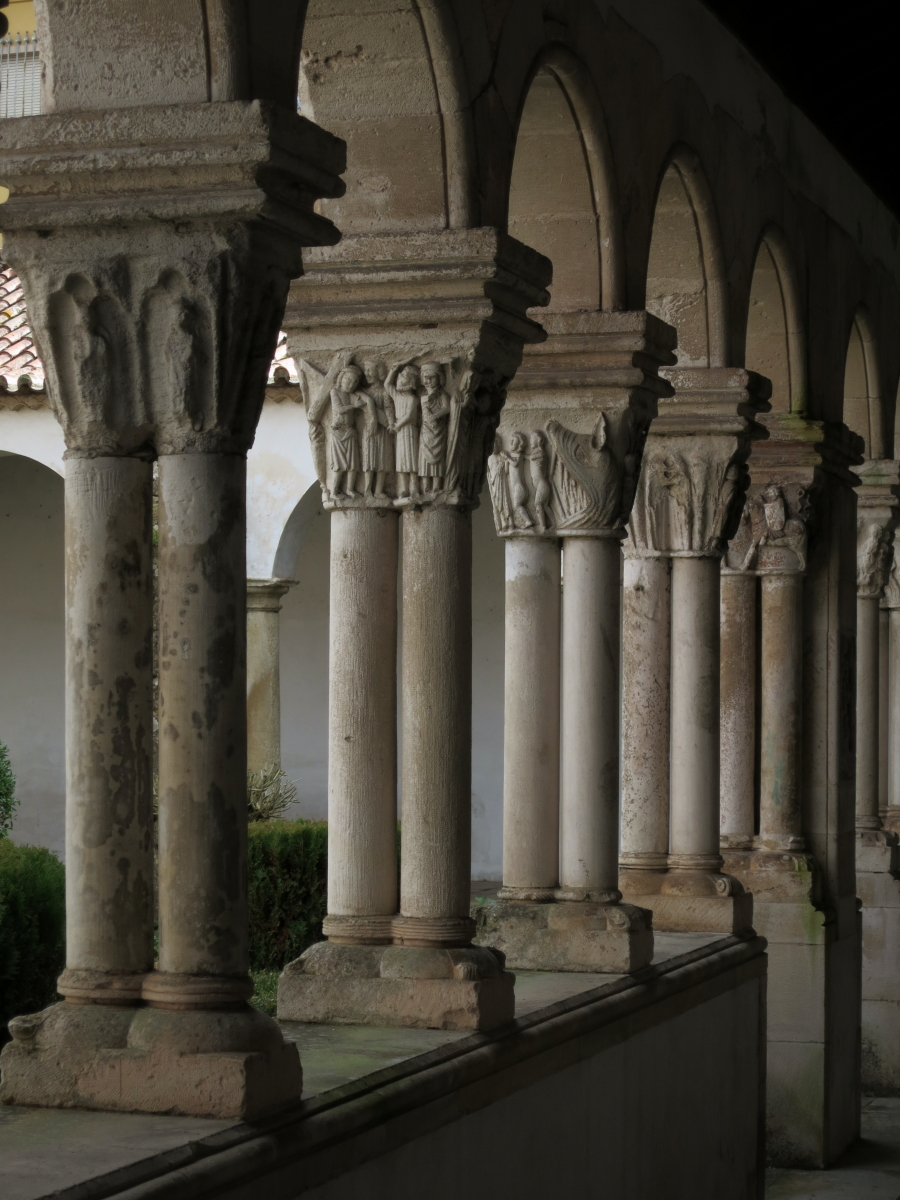
Claustrodel Monasterio de Celas

El Real Monasterio de Santa María de Celas (Mosteiro das Celas de Guimarães o Mosteiro de Celas), fue fundado en el siglo XIII y está ubicado en Largo de Celas, en la parroquia de Santo António dos Olivais, Coímbra, Portugal. Celas es Celdas en español.
El Monasterio de Celas está catalogado como Monumento Nacional desde 1910.

## Historia
El Monasterio de Celas pertenecía a la Orden del Císter, rama femenina. Fue fundada hacia 1221 por la Beata Infanta Dª Sancha, hija de D. Sancho I, en una finca llamada Vimaranes (Guimarães), en las afueras de Coimbra. De ahí que también sea conocido como el Monasterio de las Celas de Guimarães.
Poco se sabe sobre el curso de las obras medievales y sus características básicas. En la actualidad sólo se pueden considerar dos parcelas de ese período y ambas con motivos razonables de duda. El cuerpo actual de la iglesia, de planta circular y bóveda de crucería (probablemente obra de Diogo de Castilho), así como la portada principal, datan de las primeras décadas del siglo XVI, cuando la abadesa Dª Leonor de Vasconcelos realizó diversas obras, aunque estudios más recientes han retrotraído la disposición planimétrica del monasterio a sus orígenes medievales. La última gran reforma de los edificios tuvo lugar en el siglo XVIII y supuso cambios estéticos y arquitectónicos en algunas partes del templo (en concreto, la construcción de la nueva capilla mayor).
Extinguidas las órdenes religiosas en 1834, se permitió a las monjas bernardinas permanecer en el monasterio hasta el fallecimiento de la última, acaecida el 15 de abril de 1883. Restaurado parcialmente en las décadas de 1930 y 1940 del siglo XX (cuando, entre otras obras, se demolió lo que quedaba del segundo piso del claustro), el monasterio de Celas sigue siendo uno de los monumentos históricos más importantes de Coimbra. En ste monasterio, como en otros edificios históricos de la ciudad, se hizo construir un túnel secreto de paso que tenía su salida donde actualmente se encuentra construido el Hotel Meliá Confort, por lo que la misma entrada/salida secreta era claramente visible desde el colegio Martim de Freitas, entrada que se cerro cuando se hizo el hotel.

## Abadesas (selección siglosXVIyXVII)
- 1521–1541 Leonor de Vasconcelos
- 1541–1572 Maria de Távora
- 1572–1576 Leonor Coutinho (Leonor Coutiño)
- 1576–1615 Helena de Noronha (Helena de Noroña)
- 1627–1639 Lourença de Távora  (Lorenza de Távora)
- 1639–1642 Francisca de Vilhena (Francisca de Villena)
- 1648–1651 Maria de Mendonça (María de Mendoza)

## Descripción
La disposición actual del conjunto data del siglo XVI. La fachada del monasterio está marcada por una portada noble del siglo XVI, con vano rectangular enmarcado por pilastras rematadas con pináculos. Sobre la portada un frontón triangular. En el lado derecho, hay otro portal manuelino más pequeño, rematado por una ventana polilobulada. En el piso superior existe una galería del siglo XVII cubierta y con nueve aberturas enrejadas. A la derecha estaba la vivienda de la abadesa (hoy escuela primaria), la cocina y el refectorio; a la izquierda podemos ver las ruinas de la antigua posada, el registro civil conventual del siglo XVII y, al fondo, una puerta.
La iglesia es de planta circular con cubierta abovedada de estilo manuelino. En el pórtico de entrada a la iglesia hay unas inscripciones referentes a Leonor Vasconcelos, la más importante abadesa del siglo XVI.
La capilla mayor está a la derecha de la entrada, frente al coro. El templo está cubierto por una hermosa bóveda manuelina estrellada, con nervaduras de piedra caliza adornadas con flores y medallones, rematado con un gran medallón con el escudo portugués. Destacan los trabajos en azulejos, de la segunda mitad del siglo XVIII y realizado en Coimbra, con escenas de la Anunciación y la Visitación. Los altares laterales están dedicados a la Piedad y a Cristo crucificado. En las paredes cuelgan pinturas entre las que destacan la magnífica Anunciación (pintura sobre madera, atribuida a la escuela flamenca) del siglo XVI, la Coronación de María, Santa Isabel y un Ecce Homo, del siglo XVII.
El altar mayor, de madera dorada y marmoleada, exhibe esculturas de la misma época, de San Benito y San Bernardo, y una pintura de Nª Señora con el Niño. En la sacristía se encuentra la predela de un retablo de piedra, con un bajorrelieve de San Martín, con toda probabilidad una de las obras que la abadesa encargó en el siglo XVI a João de Ruão.
El arco del coro, del siglo XVIII, presenta una pequeña bóveda manuelina con el escudo de Vasconcelos. El arco está rematado por una interesante barandilla de hierro forjado, procedente del taller de Coimbra en el siglo XVIII. El coro, sencillo y espacioso, cuenta con sillería de respaldo alto en dos hileras, obra de Gaspar Coelho de finales del siglo XVI.
La puerta del coro a la antecámara de la sala capitular se debe a Nicolau de Chanterene y lleva fecha de 1526, mostrando el escudo de armas de la abadesa Dª Leonor de Vasconcelos y Dª Sancha. La sala capitular tiene una cubierta abovedada de artesonado de piedra, estando las paredes recubiertas con azulejos del siglo XVII sobre los bancos de piedra. La talla de Cristo Resucitado descansa sobre un voladizo en el arco superior, con hornacinas abiertas a los lados que albergan a San Benito y San Bernardo.
En el claustro, de estilo románico-gótico, destacan las alas sur y oeste, obra del siglo XIV, formada por 12 arcos de medio punto, sostenidos por esbeltas columnas gemelas, que contiene extraordinarios capiteles con temas cristológicos y hagiográficos, junto con una decoración de quimeras y motivos fitomorfos.